# 애니카 앨브라이트
애니카 앨브라이트(Anikka Albrite, 1988년 8월 7일 ~ )는 미국의 포르노 배우이다. 2015 AVN상 올해의 여성 퍼포머상 수상자이다.